# 阿列克谢·拉夫里年科
阿列克谢·费奥多罗维奇·拉夫里年科（羅馬化：Aleksey Fyodorovich Lavrinenko；1955年8月20日—）是俄罗斯政治人物，第七届、第八届国家杜马代表。
1977年至1989年，他在斯塔夫罗波尔边疆区担任兽医。1996年至2016年，拉夫里年科担任以约瑟夫·阿帕纳先科命名的农业合作社主席。2012年，他是总统候选人弗拉基米尔·普京的密友。2013年，他被任命为斯塔夫罗波尔边疆区全俄人民阵线地区总部联合主席。2016年9月18日当选第七届国家杜马代表。2021年，拉夫里年科再次当选第八届国家杜马议员。

## 制裁
拉夫里年科于2022年因俄乌战争而受到英国政府和美国财政部制裁。